# Cinema Rivelles
El Cinema Rivelles és un cinema d'Albal (Horta Sud) protegit com a Bé immoble de rellevància local amb el codi 46.16.007-E5. Va ser construït entre el 1920 i 1940 i va deixar de funcionar a la dècada del 1980. El nom prové de l'artista de teatre i cinema Rafael Rivelles.